# Minga Indígena del 2008
La Minga indígena fue una serie de marchas y protestas, realizadas por aproximadamente 10.000 y 15.000 indígenas de diferentes etnias en 2008, principalmente Nasa, que cubrió cerca de 120 kilómetros entre Santander de Quilichao, departamento del Cauca y Santiago de Cali en el departamento del Valle del Cauca (Colombia). Después se dirigió a Bogotá, el 2 de noviembre, ya que no lograron ponerse de acuerdo con el entonces presidente Álvaro Uribe Vélez durante un debate realizado en Piendamó, departamento del Cauca.

## Antecedentes
Tras el incidente de la Masacre de El Nilo, el gobierno y los indígenas acordaron en 1991 restituir a los indígenas con tierras y respeto a sus culturas. Desde entonces, los indígenas del departamento del Cauca han demostrado ser organizados y unidos, han organizado una guardia de 13 mil personas que con bastones ceremoniales de su país se enfrentaron a la guerrilla de las Fuerzas Armadas Revolucionarias de Colombia (FARC-EP), como en el caso del municipio de Jambaló. 300 de sus miembros rescataron a siete funcionarios de esa municipalidad que habían sido secuestrados unas horas antes por presuntos integrantes de las FARC-EP.
También evitaron que las FARC-EP atacaran a 18 policías del cuartel de Toribío. Rescataron de las FARC-EP en Caldono al misionero suizo Florián Arnold. Cuando las FARC-EP secuestraron al alcalde del municipio de Toribío, Arquímedes Vitonás, 400 guardias indígenas entraron a la selva del departamento del Caquetá y lograron que la FARC-EP lo liberaran.

## Causas
Las principales causas de la protesta radican en la búsqueda de reclamos tierras que, desde 1991, el gobierno había prometido entregar a las comunidades indígenas y, desde entonces, había continuamente incumplido. Las protestas hicieron un llamado de atención por los asesinatos, secuestros y desplazamientos forzosos de los que siguen siendo víctimas las comunidades indígenas por parte de los actores del conflicto armado colombiano. En esas acciones contra las comunidades han participado las guerrillas de las Fuerzas Armadas Revolucionarias de Colombia (FARC-EP), el Ejército de Liberación Nacional, reductos de grupos paramilitares y el estado con la fuerza pública. Las protestas, además reclaman lo que se ha llamado "el continuo desmonte de las garantías constitucionales y legales que fueron otorgadas en la Constitución de Colombia de 1991 como la autonomía de los territorios indígenas establecida en el Artículo 286. También protestan contra los tratados de libre mercado tales Alca y el TLC dado que son potenciales amenazas sobre la autonomía de las comunidades, los recursos naturales y la biodiversidad.

## Desarrollo
El 12 de octubre de 2008 se congregaron entre 10.000 y 15.000 indígenas de diferentes etnias, principalmente Nasa, para marchar aproximadamente 120 kilómetros desde Santander de Quilichao, departamento del Cauca hasta Santiago de Cali en el departamento del Valle del Cauca.

### Conflicto con el gobierno
Las causas de la Minga indígena radican en que el gobierno colombiano desconoce la definición de conflicto armado en Colombia y alega que los indígenas utilizan el pretexto autonómico, para desconocer en ocasiones a las autoridades legítimas del gobierno, como sucede con los 44 gobernadores indígenas que se concentraron en Bogotá. En las protestas, los indígenas buscaban la libertad del dirigente Alcibiades Escué, investigado por la Fiscalía por presuntamente estar implicado en el desvío de recursos de la salud de una ARS en el departamento de La Guajira hacia grupos ilegales.

### Muerte de Edwin Legarda
Edwin Legarda, uno de los principales líderes indígenas que organizaron y participaron en las marchas, murió el 16 de diciembre de 2008, en un hospital de Popayán tras recibir tres tiros de fusil disparados por soldados en la carretera que comunica a Inzá con Totoró, (Cauca). El vehículo en el que se transportaba Legarda según reportes de los mismos soldados, hizo caso omiso a las señales para que se detuviera en el retén militar sobre la carretera. De acuerdo a los miembros de la fuerza pública, esa fue razón suficiente para abrir fuego sobre el vehículo. 
Legarda era esposo de Aída Quilcué, líder de la organización indígena Consejo Regional Indígena del Cauca (CRIC).
El 17 de diciembre, el presidente Uribe, lamentó los hechos, expreso su dolor y "profundas condolencias" a la señora Aída Quilcué y pidió abrir una investigación a la Procuraduría, a la Fiscalía y también al delegado de la Alta Comisionada para Derechos Humanos, que preside la Delegación en Colombia, y agregó que el Gobierno se haría responsable de las conclusiones de dicha investigación. Sin embargo, a pesar de que el caso fue condenado por numerosas organizaciones indígenas en Latinoamérica y por organización no gubernamentales importantes como Amnistía Internacional., no ha tenido seguimiento alguno y, desde el 2008, no ha tenido ningún impacto en la protección de líderes indígenas, quienes constantemente reciben amenazas contra su vida.